# Giovanni II di Egmond
Giovanni II di Egmond in olandese: Jan II van Egmont detto anche Jan met de bellen (1385 – 1451) fu signore di Egmond e di IJsselstein, dal 1409 alla sua morte, e Duca reggente di Gheldria e conte reggente di Zutphen, dal 1423 al 1433.

## Origine
Giovanni era figlio del signore di Egmond e di IJsselstein, Arend di Egmont e di Yolanda di Leiningen, che era figlia di Federico IX di Leiningen-Dagsburg e di Yolanda di Bergheim.
Arend di Egmont era figlio del signore di Egmond, Giovanni I di Egmond e Guida di IJsselstein, figlia ed erede di Arnoldo, signore di IJsselstein e della moglie, di cui non si conoscono né il nome né gli ascendenti.

## Biografia
Il suo soprannome era dovuto alle figure sulla sua armatura.
Giovanni, nel 1406 si alleò con suo suocero, Giovanni, il signore di Arkel, e con il Duca di Gheldria e Duca di Jülich, Rinaldo di Jülich-Geldern
Nel 1409, alla morte del padre, gli succedette nella signoria di Egmont.
Giovanni si alleò anche con Guglielmo II di Baviera-Straubing, anche Conte d'Olanda e Hainaut per impedire al successore di Antonio di Borgogna nel Ducato di Brabante, che fallì e portò alla rottura dell'alleanza; dopo una tregua, nel 1411, si riaprì il contenzioso con Guglielmo II di Baviera-Straubing, e, nel 1413, si rappacificarono.
Dopo aver perso i suoi possedimenti nella guerra contro il conte d'Olanda, riprese il possesso di IJsselstein solo dopo la morte di Guglielmo II di Baviera-Straubing.
Nella primavera del 1417, la nuova contessa, Giacomina di Hainaut, figlia di Guglielmo II di Baviera-Straubing, mise l'assedio a IJsselstein e Giovanni fu coinvolto nella guerra civile contro Giacomina.
Quando il Duca di Gheldria e Duca di Jülich, Rinaldo di Jülich-Geldern morì nel 1423, senza eredi legittimi, nel Ducato di Jülich, gli succedette un membro della famiglia Jülich Adolfo (figlio di Guglielmo II di Berg, figlio di Gerardo di Berg, fratello di Guglielmo II di Jülich), mentre, nel Ducato di Gheldria, gli succedette il figlio di Giovanni, Arnoldo di Egmond, in quanto nipote della figlia di Guglielmo II di Jülich e di Maria di Gheldria, Giovanna, e del di lei marito, Giovanni signore di Arkel; dato che suo figlio, Arnoldo era minorenne, Giovanni assunse la reggenza del ducato di Gheldria, rimanendo alla guida del ducato per circa un decennio.
Giovanni II, morì nel 1451, e fu sepolto nella cappella del castello di Egmond.

## Matrimonio e discendenza
Secondo il Kronijk van Arent toe Bocop, Giovanni aveva sposato Maria di Arkel, che, sempre secondo il Kronijk van Arent toe Bocop era figlia di Giovanni signore di Arkel e di Giovanna di Gheldria, figlia di Guglielmo II di Jülich e di Maria di Gheldria.
Giovanni da Maria ebbe due figli:
- Arnoldo (1410-1473), Duca di Gheldria, come da documento nº 151 del Urkundenbuch für die Geschichte des Niederrheins, Volume 4[10];
- Guglielmo (1412-1483), signore di Egmond e di IJsselstein, Statolder del ducato di Gheldria, sposato nel 1437 con Walburga di Moers, figlia del conte Federico di Moers.

### Fonti primarie
- (NL) Urkundenbuch für die Geschichte des Niederrheins, vol. 4.
- (LA) Rerum Belgicarum Annales Chronici Et Historici, su digital.onb.ac.at.
- (NL) Kronijk van Arent toe Bocop.

### Letteratura storiografica
- Henry Pirenne, XII, in L'autunno del Medioevo e la nascita del mondo moderno, Storia del Mondo Medievale, VII, 1999,  pp. 411-444.